# Was (novela)
Was (o Was... en la edición de Reino Unido) es una novela nominada a la WFA en 1992 del autor canadiense Geoff Ryman, centranda en los temas de El Maravilloso Mago de Oz de L. Frank Baum, y en la versión cinematográfica musical, que abarca el tiempo y el espacio desde el Kansas de 1860 hasta el California de finales de los ochenta.
WAS es un adulto paralelo a la mágica Tierra de Oz, que nunca existió como un lugar real. La novela explora la trágica, pero muy conmovedora vida de "Dorothy Gael" en el 1800 en Kansas, cuyas traumáticas experiencias con la tía Emily y el tío Henry después de la muerte de su madre la llevan a crear un mundo imaginario e idealizado en su mente basado en algunas de sus experiencias de la vida real como una forma de hacer frente a su sombría realidad.
El libro profundiza en la importancia de una infancia sana y estable, y explora la vida de Judy Garland mientras interpreta a Dorothy Gale en la película de 1939. La novela cuenta las historias de los personajes y cómo están conectados entre sí sin darse cuenta.

## Resumen de la trama
La novela se divide en tres partes, "Cocina de Invierno", "Cocina de Verano" y "Círculo de Oz". El enfoque principal es sobre Jonathan, un actor gay con SIDA que va en una especie de peregrinación a Manhattan, Kansas, y sobre la "verdadera" (en la novela) Dorothy.
Otros personajes incluyen a Baum, que aparece como profesor sustituto en Kansas. Millie, una maquilladora en el set de la  versión original de la película narra un encuentro con Judy Garland.

## Temas
Was discute un número de temas complejos, incluyendo la importancia de una infancia estable. Gran parte de la novela está dedicada a la triste vida que Dorothy Gael (apellido diferente al del personaje de Baum) lleva con sus tíos, Emma y Henry Gulch. Ninguna de las dos figuras paternas es capaz de proporcionar a Dorothy el afecto o la atención que necesita. Como resultado, se vuelve silenciosa en casa y agresiva en la escuela.
La infancia de Jonathan, en cambio, implica su dependencia de los personajes imaginarios de la primera emisión de El Mago de Oz en la televisión.
También se muestra una versión ficticia de la difícil vida de Judy Garland como actriz infantil, especulando sobre el matrimonio de sus padres.
Was ha sido descrito como más sombrío que El Mago de Oz de Baum, y un intento de corregir la engañosa fantasía de esa obra, iluminando las implicaciones realistas de tener un mundo de fantasía al que retirarse. También se ha llamado una crítica de la sociedad americana.

## Recepción
Era está listado en El Canon Gay como uno de los grandes libros que todo hombre gay debería leer. El Triángulo Editorial nombró el libro número 79 en su lista de las mejores novelas de gays y lesbianas, y fue reeditado como parte de la serie de Obras Maestras de Orión.

## Premios y nominaciones
- Finalista del Premio Mundial de Fantasía, 1993[5]
- Preseleccionada para el Premio Locus a la Mejor Novela Fastástica, 1993
- Inducido en el Salón de la Fama de los Premios del Espectro Gayláctico, 2002[6]

## Adaptación musical
Una producción musical del libro, patrocinada por el American Musical Theatre Project, se estrenó en el Ethel M. Barber Theatre de la Universidad de Northwestern en octubre de 2005. Fue dirigida por Tina Landau, con libreto y letra de Barry Kleinbort, y música de Joseph Thalken. Una versión anterior del musical apareció en el Teatro de la Raza Humana en Dayton, Ohio.